# Oleg Velyky
Oleg Velyky (ursprünglich ukrainisch Олег Володимирович Великий / Oleh Wolodymyrowytsch Welykyj; * 14. Oktober 1977 in Browary, Sowjetunion; † 23. Januar 2010 in Kiew) war ein ukrainischer und deutscher Handballspieler, der zuletzt beim HSV Hamburg spielte.

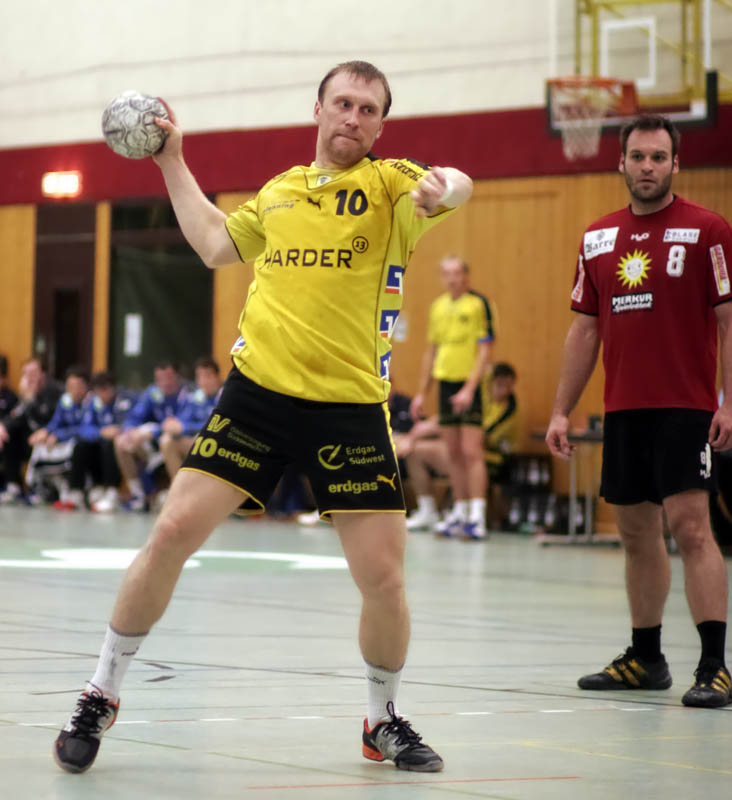
Oleg Velyky am 28. November 2006 beim Siebenmeterwurf

Velyky war Mitglied der deutschen Handballnationalmannschaft. Sein Länderspieldebüt für die Bundesrepublik Deutschland gab er am 8. Januar 2005 in Winterthur im Spiel gegen die Schweizer Handballnationalmannschaft. Zuvor bestritt er 59 Länderspiele für die ukrainische Handballnationalmannschaft. Seit dem 1. April 2004 besaß Velyky die deutsche Staatsbürgerschaft.
Velyky war ein Spieler, der auf vielen Positionen eingesetzt werden konnte. Meist spielte er auf Rückraum Mitte oder Rückraum links. Er galt als einer der besten Individualisten im Welthandball. Velyky hatte eine Körperlänge von 1,89 m und wog 96 kg.
Oleg Velyky war von Beruf Sportlehrer. Im September 2003 wurde bei Velyky ein malignes Melanom diagnostiziert. Das Melanom wurde operativ entfernt, im Januar 2004 begann eine 18-monatige Therapie, die zu einer Remission führte.
Ende 2006 unterschrieb er einen Dreijahresvertrag beim Ligakonkurrenten der Rhein-Neckar Löwen, dem HSV Hamburg, der ursprünglich ab der Saison 2008/2009 gelten sollte. Beide Vereine einigten sich jedoch im Januar 2008 auf einen vorzeitigen Wechsel.
Bei der Europameisterschaft 2008 in Norwegen verletzte sich Velyky im ersten Spiel gegen Belarus nach vier Spielminuten und zwei erzielten Treffern am Knie. Bei der nachfolgenden Untersuchung wurde ein Kreuzbandriss diagnostiziert, der eine weitere Teilnahme an der EM ausschloss. Bereits bei der EM 2006 konnte er wegen eines Kreuzbandrisses nicht teilnehmen.
Am 3. März 2008 bestätigte Velyky ein Rezidiv seiner Hautkrebserkrankung. Dennoch war er weiterhin als Spieler aktiv.
In der Nacht zum 23. Januar 2010 erlag Velyky in Kiew im Alter von 32 Jahren seinem Krebsleiden. Velyky war verheiratet und hatte einen Sohn.

## Sportliche Erfolge
- Torschützenkönig der EM 2000
- DHB-Pokalfinalist 2003, 2006 und 2007
- WM-Teilnahme 2005
- EHF-Pokal-Sieger 2005 mit TUSEM Essen
- Weltmeister mit Deutschland 2007 (er gehörte dem Kader von 20 Spielern an, konnte allerdings wegen einer Verletzung kein Spiel bei der Weltmeisterschaft bestreiten)
- 4. bei der Handball-Europameisterschaft 2008 in Norwegen
- Silber bei der U-21-Weltmeisterschaft 1997[6]